# Gabriela Preissová
Gabriela Preissová, née Gabriela Sekerová et parfois connue sous le nom de plume de Matylda Dumontová (23 mars 1862 à Kutná Hora - 27 mars 1946 à Prague), était une écrivaine et dramaturge tchèque. Sa pièce Její pastorkyňa a servi de base à l'opéra Jenůfa de Leoš Janáček, ainsi qu'à un film de Miroslav Cikán. Son opéra précédent, The Beginning of a Romance, était également basé sur l'une de ses histoires.
Preissová a surtout écrit des histoires pleines d'optimisme et de joie de vivre, idéalisant la vie à la campagne. Ses nouvelles paraissent pour la première fois au début des années 1890. Les plus importantes figurent dans un recueil en trois volumes. Ses livres, écrits dans les années 1920, traitent de la vie rurale tragique des Slaves de Carinthie, avec généralement une femme forte comme héroïne. 
Ces drames n'égalent pas la spontanéité artistique de ses premiers travaux. Les thèmes abordés dans ses histoires relatent principalement les affaires de jeunes amoureux confrontés à des obstacles à leur idylle. Certains contes ont été mis en musique tels Eva de Josef Bohuslav Foerster et Jenůfa, un opéra de Janáček.